# Вельца
Вельца (рос. Вельца) — присілок у Волховському районі Ленінградської області Російської Федерації.
Населення становить 34 особи. Належить до муніципального утворення Бережковське сільське поселення.

## Історія
Згідно із законом № 56-оз від 6 вересня 2004 року належить до муніципального утворення Бережковське сільське поселення.

## Населення
| 1838 | 1862 | 1997 | 2007 | 2010 | 2017 |
| ---- | ---- | ---- | ---- | ---- | ---- |
| 341  | ↗430 | ↘34  | ↘30  | ↗37  | ↘34  |